# Titicaca-Riesenfrosch

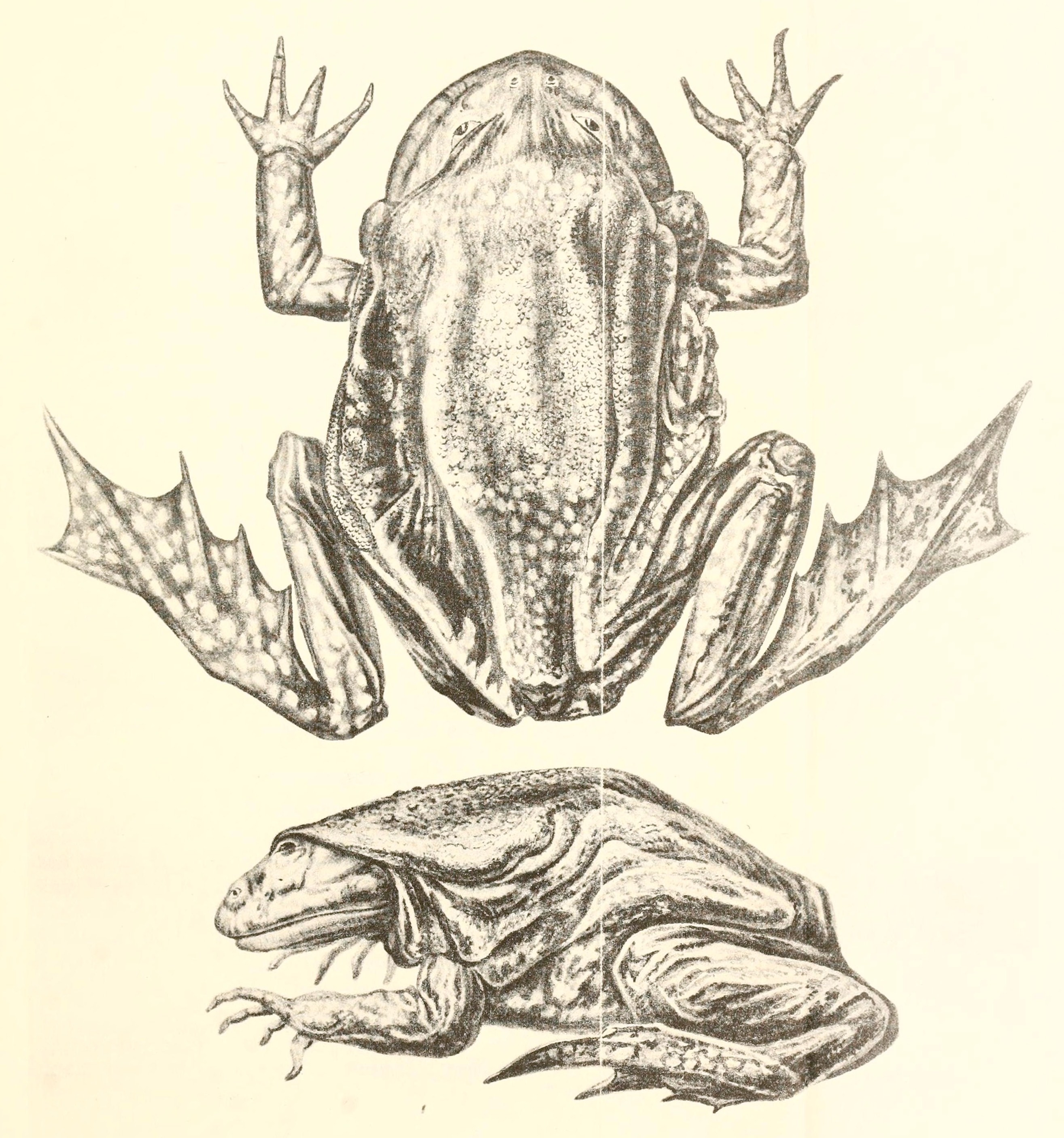
Schaubild

Der Titicaca-Riesenfrosch (Telmatobius culeus), auch als Titicacafrosch oder Titicacaseefrosch bezeichnet, gehört zur Gattung der Anden-Pfeiffrösche (Telmatobius). Er lebt endemisch nur im Titicacasee auf dem  Hochplateau  der Anden in Peru und Bolivien und ist vom Aussterben bedroht. Diese Art nutzt hauptsächlich ihre Haut zum Gasaustausch. Die stark gefaltete Haut erhöht die respiratorische Oberfläche.

## Merkmale
Nachdem Jacques-Yves Cousteau 1973 den Titicacasee mit Tauchern und Tauchbooten erforscht hatte, berichtete er von Exemplaren dieses aquatil lebenden Frosches, die bis zu 50 cm lang und 1 kg schwer gewesen sein sollen. Offenbar basiert diese biometrische Angabe allerdings auf der Summe der Kopf-Rumpf-Länge und der ausgestreckten Hinterbeine – eine in der Zoologie nicht übliche Messweise. Die maximale Kopf-Rumpf-Länge selbst dürfte, abgeleitet aus diesen Angaben, bei immerhin mehr als 20 cm liegen. Andere Autoren sprechen sogar von ungefähr 12 inches oder knapp einem Fuß, was etwa 30 Zentimetern entspräche. Der Titicaca-Riesenfrosch gehört damit zu den größten Arten unter den Froschlurchen, auch wenn er nicht die Ausmaße des westafrikanischen Goliathfrosches erreicht.
Charakteristisch für die Art ist ihre stark aufgefaltete Haut. Sie sieht aus, als sei sie für den Froschkörper viel zu groß geraten. Auf Rücken und Bauch, aber auch an den Beinen sind diese sackartigen Falten sehr auffällig. Die Falten über dem Nacken geben dem Frosch ein Aussehen, als hätte er eine Mönchskutte um. Die Färbung der Haut ist variabel und reicht von Olivgrün mit pfirsichfarbenem Bauch über Grau mit schwarzen Sprenkeln auf dem Rücken bis Schwarz mit weißer Marmorierung. Einige Exemplare sind ganz schwarz gefärbt.
Der Titicaca-Riesenfrosch  hat wie alle Anden-Pfeiffrösche kräftige Hinterbeine und Füße mit besonders großen Schwimmhäuten, die ihm eine schnelle Fortbewegung unter Wasser ermöglichen.

## Lebensweise im Titicacasee

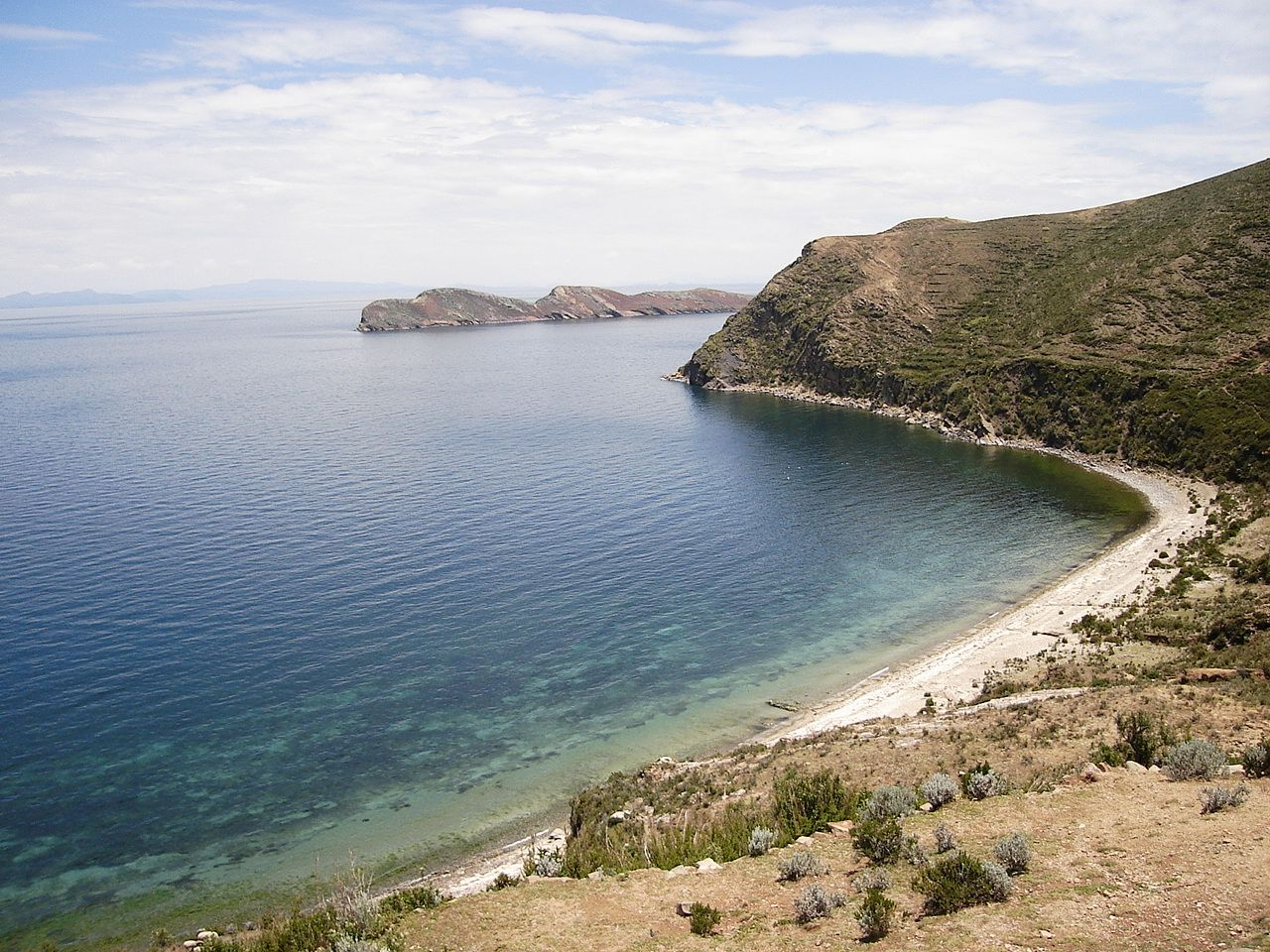
Im Titicacasee, hier von der bolivianischen Seite aus gesehen, ist Telmatobius culeus endemisch

Der Titicacasee liegt in einer Höhe von 3810 m auf dem Altiplano, einer Hochebene der Anden. Er umfasst eine Fläche von 8288 Quadratkilometern und hat eine maximale Tiefe von 280 m. In dieser Höhe kann es in der Nacht zu Temperaturen unterhalb des Gefrierpunktes kommen, während tagsüber eine intensive Sonneneinstrahlung mit hohem Ultraviolettanteil vorherrscht. Diese ökologischen Bedingungen haben zur Evolution nur hier vorkommender Lebewesen geführt. Umgekehrt sind diese Organismen durch eine Änderung der Umweltfaktoren eher vom Aussterben bedroht als weniger spezialisierte Tiere.
Für die Titicaca-Riesenfrösche war vor allem der niedrige Luftdruck in dieser Höhe ein Anpassungsfaktor, da sie mit einer geringeren Sauerstoffkonzentration im Wasser und an Land zurechtkommen müssen. Um sich außerdem nicht den extremen Temperaturschwankungen an Land und der hohen UV-Lichtintensität auszusetzen, sind die Tiere zu einer voll aquatilen Lebensweise übergegangen. Die dunkle bis schwarze Färbung auf dem Rücken der Frösche, die durch Melanophoren in der Haut verursacht wird, verhindert – ebenso wie die schwarze Haut bei den Eisbären – das Durchdringen von UV-Strahlung.
Sauerstoff nimmt der Titicaca-Riesenfrosch aus dem Wasser fast ausschließlich durch die Haut auf, man spricht dabei von Hautatmung. Die Lunge ist im Lauf der Entwicklungsgeschichte stark reduziert worden. Dafür wird eine stark vergrößerte Hautoberfläche durch eine große Anzahl von Falten und Taschen gebildet, die dem Frosch ein sehr schwabbeliges und faltiges Aussehen geben. Das Verhältnis der respiratorischen Oberfläche zum Volumen des Tieres wird dadurch verbessert. Eine Bewegung, die dem Liegestütz beim Sport ähnelt, führt dazu, dass das Wasser an den Faltenbildungen vorbeibewegt wird und der Gasaustausch besser funktioniert. Dazu kommen spezielle Anpassungen im Blut dieser Frösche: ihr Blut besitzt die kleinsten roten Blutkörperchen (Erythrozyten) aller Amphibien und gleichzeitig den höchsten Anteil an Hämoglobin. An dieses Hämoglobin wird der Sauerstoff zum Weitertransport durch die Blutbahnen gekoppelt.
Bei der Nahrungsaufnahme ist die Art nicht wählerisch und ernährt sich von Würmern, Flohkrebsen der Gattung Hyalella, Wasserschnecken, Kaulquappen und kleinen Fischen, beispielsweise dem Ispi-Andenkärpfling Orestias ispi. Die Beute wird in einem Stück verschluckt, bei Bedarf unter Zuhilfenahme der Vorderbeine.

## Gefährdung
Jacques-Yves Cousteau sah bei seinen Tauchgängen in den frühen 1970er-Jahren den Boden noch dicht bedeckt mit den Titicaca-Riesenfröschen. Er sprach von Millionen Individuen, die hier leben müssten. Heute ist der Frosch aus vielen Teilen des Sees fast völlig verschwunden. Es gibt keine endgültige Erklärung für diesen Rückgang der Populationen. Manche Forscher vermuten, der Titicaca-Riesenfrosch  habe sich in andere Teile des Sees zurückgezogen, wo es mehr Nahrung für ihn gäbe. Die verminderten Froschpopulationen gehen offenbar mit dem Rückgang einer kleinen Fischart aus der Gattung der Andenkärpflinge einher, die in der Ketschua-Sprache Ispi genannt wird. Dieser gut 7 cm lang werdende Fisch bildet die Hauptnahrungsquelle des Titicaca-Riesenfrosches. Er könnte den Wanderungen der Fischschwärme in andere Gebiete des Sees gefolgt sein.
Andererseits werden dem See auch große Mengen der kleineren Fische entnommen, um sie als Futter für die Zucht größerer Fische zu verarbeiten. Der Titicaca-Riesenfrosch befindet sich als Beifang ebenfalls oft in den Netzen der Fischer. Er wird von der indigenen Bevölkerung, die an den Ufern des Sees lebt, gegessen und traditionell als Heilmittel verwendet, die Froschschenkel sind aber auch in Restaurants in Peru und Bolivien erhältlich. Ein Extrakt aus den Fröschen wird unter dem Namen „Viagra peruano“ als Aphrodisiakum verkauft. Dies und die Verschmutzung des Sees haben zu einer hohen Gefährdung des Titicacafrosches geführt. Die IUCN stuft die Art inzwischen als „critically endangered“ (vom Aussterben bedroht) ein.

## Arterhaltungsprogamme

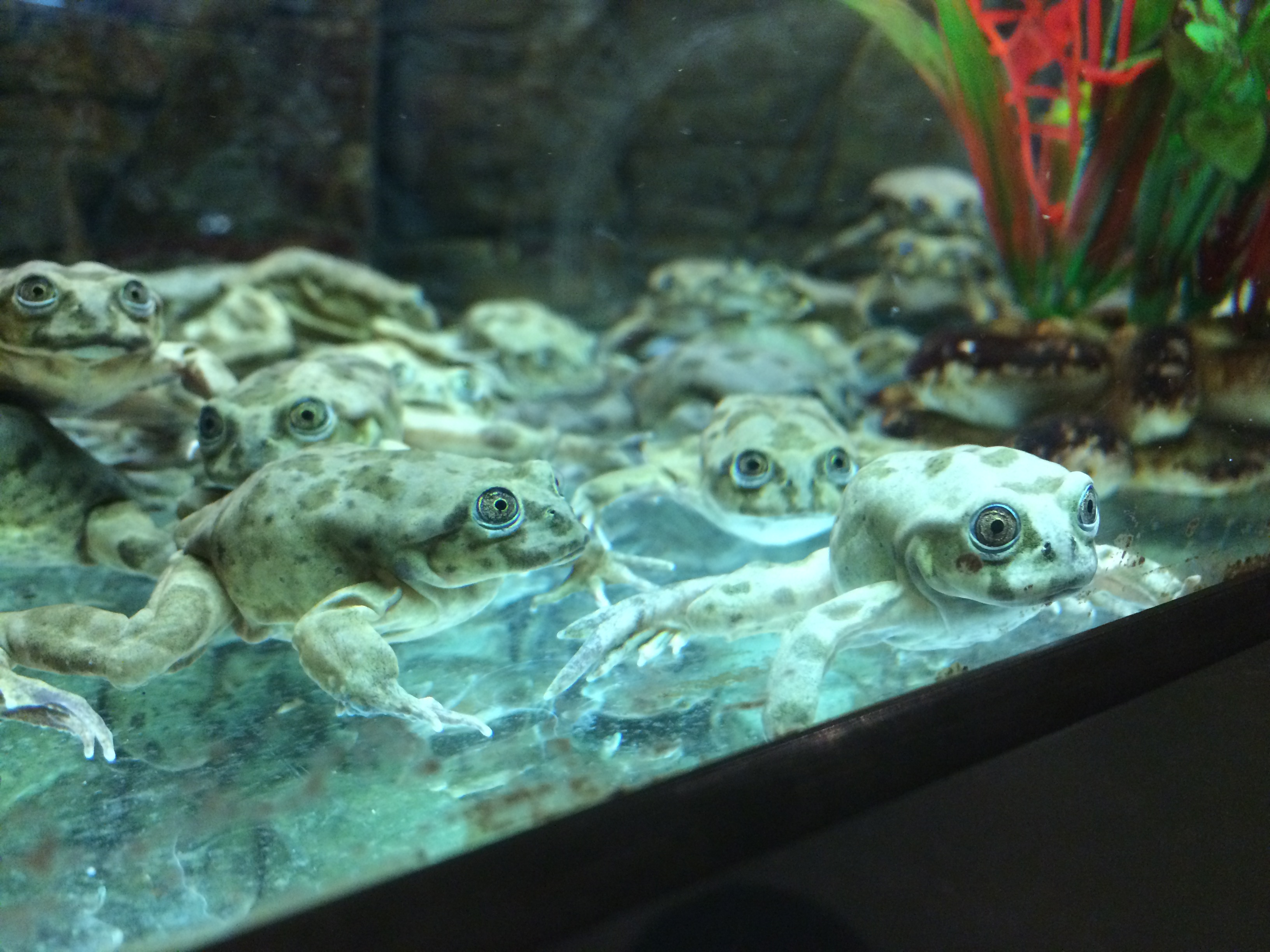
Titicaca-Riesenfrösche im Zoo Denver

Aufgrund des Rückgangs der Populationen von Titicaca-Riesenfröschen im Titicacasee wurden Zuchtprogramme zur Erhaltung der Art ins Leben gerufen. Im Huachipa Zoo in Lima in Peru wurden Titicaca-Riesenfrösche im Jahr 2010 erstmalig erfolgreich gezüchtet. Weitere erfolgreiche Zuchten wurden 2012 vom Museo de Historia Natural Alcide d’Orbigny in Cochabamba in Bolivien gemeldet.
Eine führende Rolle außerhalb Südamerikas nimmt der Denver Zoo ein, wo die Art 2018 erstmalig gezüchtet wurde. In Europa beteiligen sich u. a. die Zoos von Prag und Berlin an Arterhaltungsprogrammen für den Titicaca-Riesenfrosch. Im Aquazoo – Löbbecke Museum wurde die Art 2020 ebenfalls gezüchtet.

## Äußere und innere Systematik
Die sehr artenreiche Familie der Südfrösche (Leptodactylidae i. w. S.) wird inzwischen als paraphyletisch aufgefasst und wurde deshalb in mehrere monophyletische Gruppen aufgespalten. Arten der Gattung Telmatobius wurden beispielsweise bis 2011 zusammen mit den Hornfröschen (Ceratophrys) und noch fünf anderen Gattungen in eine Familie Ceratophryidae gestellt.
Ehemalige Arten der Gattung Telmatobius werden nun in verschiedene Taxa aufgeteilt, die sich in ihrer Verbreitung, ihrer Lebensweise und im Körperbau unterscheiden. Eine im südlichen Südamerika, besonders in Patagonien verbreitete Gruppe, die inzwischen zur Gattung Atelognathus zusammengestellt wird, umfasst eher kleinere Arten von 25 bis 50 mm Größe, die teilweise auch terrestrisch leben. Eine nördliche Verbreitungsgruppe, zu der auch der Titicacafrosch gehört, besteht aus wesentlich größeren Spezies, die aquatil in hochgelegenen Seen und Flüssen der Anden leben. Darüber hinaus werden andere frühere Telmatobius-Arten in zahlreiche weitere Gattungen und andere Froschlurchfamilien gestellt.
Die sehr unterschiedlichen Farbvarianten des Titicaca-Riesenfrosches haben zu der Vermutung von Biologen geführt, dass bis zu sieben Unterarten in dem See vorkommen. Nach Untersuchungen des bolivianischen Forschers Edgar Benavides, der 1997 erstmals die DNA der verschiedenen Exemplare untersuchte, gehören aber alle zur selben Art und es handelt sich nur um ein großes Spektrum von verschiedenen Färbungen (Polymorphismus). Telmatobius albiventris mit vier Unterarten und Telmatobius crawfordi werden von manchen Autoren wieder in die Art Telmatobius culeus eingegliedert. Es hat sich gezeigt, dass Unterschiede in der Körpergröße und Anpassungen an das spezielle ökologische Mikrohabitat vorhanden sind, diese wirken jedoch nicht als Kreuzungsbarrieren, sondern führen zu graduell unterschiedlichen Formen und Verhaltensmustern.